# Archéologie biblique

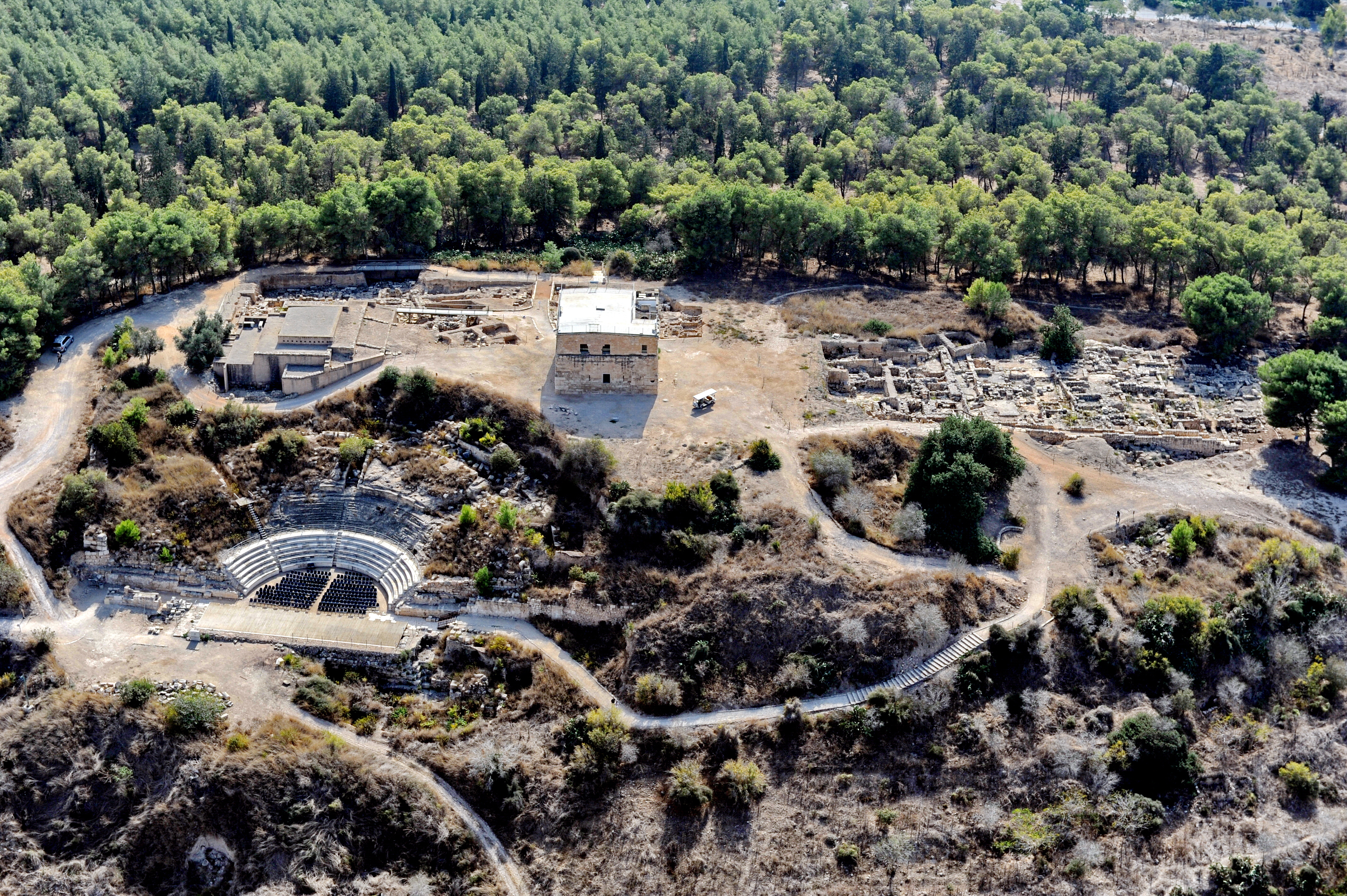
L'acropole de Sepphoris a fait l'objet de nombreuses campagnes de fouilles archéologiques qui enrichissent les études bibliques en illustrant la vie militaire, politique, sociale et culturelle des Juifs et de la Gentilé en Palestine à l'époque de la rédaction de la Bible.

L'archéologie biblique est une activité d'archéologie consistant en l'étude du passé de la Terre sainte (actuels Palestine, Israël, Liban, Syrie, Jordanie), et plus généralement de tous les territoires concernés par la Bible (Égypte, Mésopotamie), au travers de la lecture de la Bible. Cette discipline est désormais pratiquement abandonnée. Elle fait partie avec l'archéologie paléochrétienne de l'archéologie des religions (en).

## Historique

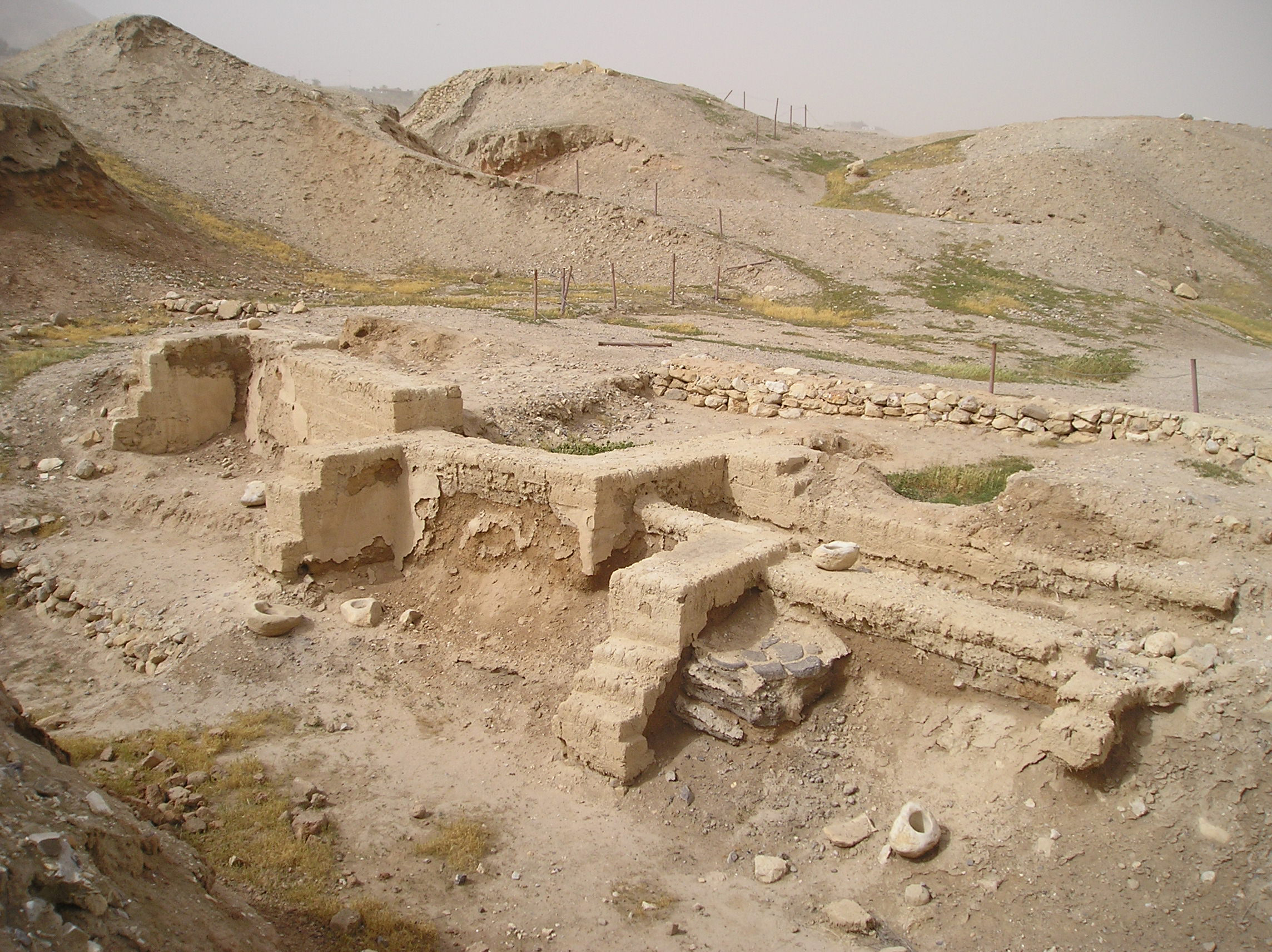
Image de l’ancienne résidence découverte à Tel Al-Sultan dans la ville de Jéricho. L'histoire de Tel Al-Sultan remonte à l'âge de pierre et représente la plus ancienne ville habitée du monde.

L'archéologie biblique a trouvé un regain d'intérêt comme discipline dans les années 1930 sous l'impulsion de William Foxwell Albright. Elle a vu naître quantité d'explorateurs, dont Yigaël Yadin dans les années 1950, ou Benjamin Mazar, qui arpentaient la Terre sainte à la recherche des divers lieux mentionnés dans la Bible. 
L'archéologie biblique n'est plus considérée, par la plupart des archéologues actuels, comme une activité scientifique. La raison en est que cette recherche est préorientée par ce qui est écrit dans la Bible : selon ses propres fondateurs, on travaille « une pioche dans une main et la Bible dans l'autre ». L'archéologie moderne est quant à elle une discipline scientifique, car l'objet de sa recherche n'y est pas préorienté. 
L'archéologie biblique a cédé la place à l'archéologie des religions, pratiquée selon les méthodes scientifiques en usage dans les autres pays. 
La revue Biblical Archæologist, qui accueille des publications professionnelles, a changé de nom et a été reprise, depuis 1998, sous le titre Near Eastern Archaeology. La revue Biblical Archaeology Review est une publication grand public qui vise à faire comprendre la Bible : elle n'a aucune prétention scientifique et aucune visée professionnelle[réf. souhaitée].